# Provinz El M'Ghair
El M’Ghair (arabisch ولاية المغير, DMG Wilāyat al-Muġayyir) ist eine Provinz (wilaya) im mittleren Algerien. Provinzhauptstadt ist El M'Ghair.
Die im Dezember 2019 neu geschaffene Provinz war zuvor Teil der Provinz El Oued. Sie liegt in der Sahara und grenzt an fünf Provinzen: Biskra im Norden, El Oued und Touggourt im Osten, Ouargla und Touggourt im Süden und Ouled Djellal im Westen. El M'Ghair wurde während des Kolonialismus 1945 gegründet und 1974 zur Daerah erhoben.
Mit 162.267 Einwohnern (Stand 2008) auf 8.835 km² ist sie relativ dünn besiedelt, die Bevölkerungsdichte beträgt rund 18 Einwohner pro Quadratkilometer.

## Kommunen
In der Provinz liegen folgende Kommunen als Selbstverwaltungskörperschaften der örtlichen Gemeinschaft:
- Djamaa
- El M'Ghair
- Merara
- Oum Touyour
- Sidi Amrane
- Sidi Khellil
- Still
- Tendla

## Nachweise
1. ↑  Journal Officiel de la Republique Algerienne Democratique et Populaire - Conventions et Accords Internationaux - Lois et Decrets Arretes, Decisions, Avis, Communications et Annonces (Traduction Française) Nr. 78 des 58. Jahrganges vom 18. Dezember 2019 (PDF); abgerufen am 2. Mai 2020
2. ↑  Algeria Press Service vom 27. November 2019: Ten administrative districts promoted into provinces with full prerogatives; abgerufen am 2. Mai 2020